# Skeletodes bimaculata
Skeletodes bimaculata là một loài bọ cánh cứng trong họ Cerambycidae.